# ISO 3166-2:AR
ISO 3166-2:AR este o secțiune a ISO 3166-2, parte a standardului ISO 3166, publicat de Organizația Internațională de Standardizare (ISO), care definește codurile pentru subdiviziunile Argentinei (a cărui cod ISO 3166-1 alpha-2 este AR).
În prezent, 1 oraș și 23 de provincii au alocate coduri. Fiecare cod începe cu AR-, urmat de o literă.

## Codurile actuale
Codurile și numele diviziunilor sunt listate așa cum se regăsesc în standardul publicat de Agenția de Mentenanță a standardului ISO 3166 (ISO 3166/MA). Faceți click pe butonul din capul listei pentru a sorta fiecare coloană.
| Code | Subdivision name                | Subdivision category |
| ---- | ------------------------------- | -------------------- |
| AR-C | Ciudad Autónoma de Buenos Aires | oraș                 |
| AR-B | Buenos Aires                    | provincie            |
| AR-K | Catamarca                       | provincie            |
| AR-H | Chaco                           | provincie            |
| AR-U | Chubut                          | provincie            |
| AR-X | Córdoba                         | provincie            |
| AR-W | Corrientes                      | provincie            |
| AR-E | Entre Ríos                      | provincie            |
| AR-P | Formosa                         | provincie            |
| AR-Y | Jujuy                           | provincie            |
| AR-L | La Pampa                        | provincie            |
| AR-F | La Rioja                        | provincie            |
| AR-M | Mendoza                         | provincie            |
| AR-N | Misiones                        | provincie            |
| AR-Q | Neuquén                         | provincie            |
| AR-R | Río Negro                       | provincie            |
| AR-A | Salta                           | provincie            |
| AR-J | San Juan                        | provincie            |
| AR-D | San Luis                        | provincie            |
| AR-Z | Santa Cruz                      | provincie            |
| AR-S | Santa Fe                        | provincie            |
| AR-G | Santiago del Estero             | provincie            |
| AR-V | Tierra del Fuego                | provincie            |
| AR-T | Tucumán                         | provincie            |